# 马尔南 (罗讷省)
马尔南（法語：Marnand，法語發音：[maʁnɑ̃]）是法国罗讷省的一个旧市镇，属于索恩河畔自由城区。2013年，马尔南与临近的4个市镇合并为新市镇蒂济莱布尔。

## 地理
马尔南（46°2'10"N, 4°19'47"E）面积8.75 平方千米，位于法国奥弗涅-罗讷-阿尔卑斯大区罗讷省，该省份为法国中东部省份，北起顺时针与索恩-卢瓦尔省、安省、里昂大都会、伊泽尔省和卢瓦尔省接壤。
与马尔南接壤的市镇（或旧市镇、城区）包括：。

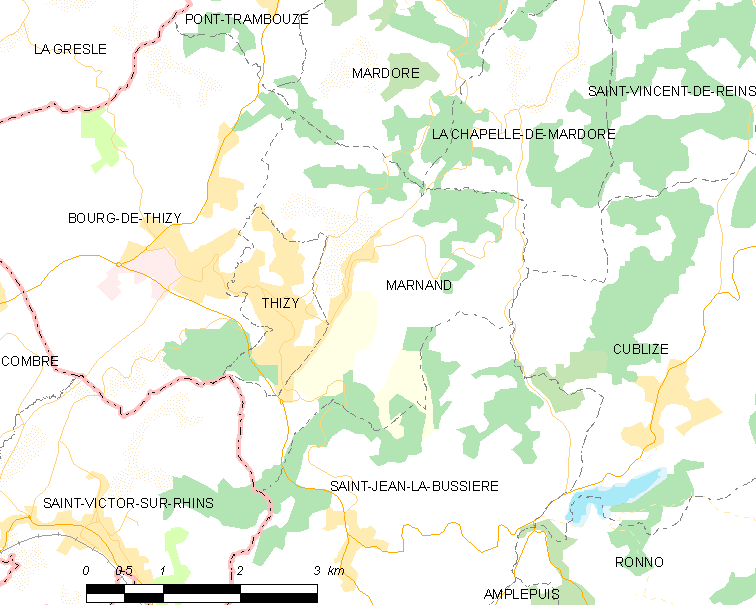
的OSM定位图

马尔南的时区为UTC+01:00、UTC+02:00（夏令时）。

## 行政
马尔南的邮政编码为69240，INSEE市镇编码为69129。

## 政治
马尔南所属的省级选区为。

## 人口

1962-2008年间人口变化图示

马尔南于2018年1月1日时的人口数量为595人。